# Tanguera

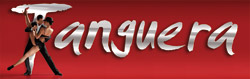
Tanguera Logo

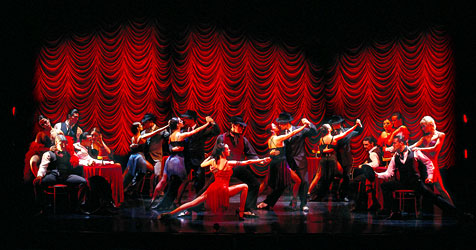
Szene aus dem Musical Tanguera

Tanguera ist ein Tango-Musical, das aus der Zusammenarbeit der Choreografin Mora Godoy und des Regisseurs Omar Pacheco entstand. Die Uraufführung erfolgte 2002 in Buenos Aires. Nach Aufführungen in Madrid, Miami, Shanghai und anderen Städten kam Tanguera 2006 zu einem nach Hamburg. 2007 und 2009 war das Musical in der Staatsoper Berlin, 2007 auch am Deutschen Theater München zu sehen. Gastspiele gab es 2009 und 2013 auch in anderen Städten in Deutschland und Österreich.

## Inhalt
Tanguera erzählt die Geschichte der jungen Französin Giselle, die mit einer der ersten europäischen Einwanderungswellen zu Beginn des 20. Jahrhunderts in der argentinischen Hauptstadt Buenos Aires eintrifft. Von Gaudencio, einem Gauner, der sich dem Drogengeschäft und der Zuhälterei verschrieben hat, in den südamerikanischen Hafen gelockt, trifft Giselle bei ihrer Ankunft auf den Dockarbeiter Lorenzo, der sich auf den ersten Blick in sie verliebt. Um zu überleben, bleibt der mittellosen Giselle zunächst nur der Weg in die Prostitution und das Tanzen in einem der heruntergekommenen Nachtclubs, der von Gaudencio geführt und von seinen Männern strengstens kontrolliert wird. Das einst untadelige Mädchen wird so zu einer dem Tango ergebenen „Tanguera“ – und schließlich zum gefeierten Star des Cabarets. Lorenzo setzt derweil alles daran, Giselle und ihre Liebe zu erobern. Er kümmert sich zunächst nicht um die Gesetze der Unterwelt und schenkt daher den Schurken wenig Beachtung. Aber er verändert sich, wird selbst Tango-Tänzer, übt sich im Messerkampf und passt sich der Umgebung an. Es kommt zu einem Messerkampf, bei dem Gaudencio von Lorenzo besiegt wird, dieser ihn jedoch nicht tötet. Im Finale mit Giselle vereint wird Lorenzo von ihm hinterrücks erstochen. Am Ende des Stückes kommt eine neue "Giselle" im Hafen an. Das Spiel beginnt von vorne.

## Konzept
Bei Tanguera stehen Tanz und Musik im Dienst der Handlung und sind eng mit der Geschichte verknüpft. Anders als in einer Nummern-Revue sind Musik und Tanz eng mit der Dramaturgie verbunden.

## Musik und Tanz
Neben neu geschriebenen Stücken haben die musikalischen Leiter Gerardo Gardelin und der Bandoneonist Adrober auch einige Partituren bekannter Tangos wie La Cumparsita, Derecho Viejo, Danzarin und El Choclo neu bearbeitet und arrangiert. Die traditionelle Tango-Musik wurde dabei um Elemente aus der klassischen Musik und dem Jazz erweitert.